# Открытый чемпионат Италии по теннису 2015
Открытый чемпионат Италии по теннису 2015 года — 72-й розыгрыш ежегодного профессионального теннисного турнира среди мужчин и женщин, проводящегося в итальянском городе Рим и являющегося частью тура ATP в рамках серии Masters 1000 и тура WTA в рамках серии Premier 5.
В 2015 году турнир прошёл с 10 по 17 мая. Соревнование продолжало околоевропейскую серию грунтовых турниров, подготовительную к майскому Открытому чемпионату Франции.
Прошлогодние победители:
- в мужском одиночном разряде —  Новак Джокович
- в женском одиночном разряде —  Серена Уильямс
- в мужском парном разряде —  Ненад Зимонич и  Даниэль Нестор
- в женском парном разряде —  Квета Пешке и  Катарина Среботник

## Общая информация
Мужской одиночный турнир собрал девять представителей Top-10 мирового рейтинга: из первой десятки отсутствовал только канадский теннисист Милош Раонич. Первым номером посева стал лидер классификации и прошлогодний победитель Новак Джокович, а вторым Роджер Федерер. Главные фавориты турнира в итоге разыграли титул в финале между собой. Победу одержал серб Джокович, который в четвёртый раз выиграл местные соревнования (до этого в 2008, 2014-15 годах).
В мужском парном разряде первые номера посева Боб Брайан и Майк Брайан проиграли в стартовом для себя поединке второго раунда Кевину Андерсону и Жереми Шарди. Прошлогодние победители Ненад Зимонич и Даниэль Нестор не защищали титул, однако оба приняли участие в турнире. Нестор в паре с Леандером Паесом и Зимонич в альянсе с Марцином Матковским проиграли во втором раунде. В финале несеянный дуэт Пабло Куэвас и Давид Марреро обыграли пятую пару турнира Марсель Гранольерс и Марк Лопес. Испанец и уругваец впервые выиграли местные соревнования.
Женский одиночный турнир собрал восемь представительниц Топ-10. Возглавила посев лидер женского мирового тенниса и прошлогодняя чемпионка Серена Уильямс. Перед матчем третьего раунда против Кристины Макхейл она снялась с соревнований. В её отсутствие титул в финале разыграли третий номер посева Мария Шарапова и десятый Карла Суарес Наварро. В итоге титул завоевала россиянка Шарапова, для которой победа в Риме стала третей в карьере (до этого 2011-12 годах). Помимо Шараповой в турнире приняло участие ещё три представительницы России и лучший среди них стала Дарья Гаврилова, которая смогла выйти в полуфинал.
В женском парном разряде первые номера посева Саня Мирза и Мартина Хингис смогли дойти до финала, но в борьбе за титул проиграл третьим номерам посева Тимее Бабош и Кристине Младенович, которые впервые выиграли местные соревнования. Прошлогодние чемпионки Квета Пешке и Катарина Среботник не защищали свой титул, однако Среботник приняла участие в турнире в паре с Каролин Гарсией и добралась до полуфинала.

## Соревнования

### Мужчины. Одиночный турнир
Новак Джокович обыграл  Роджер Федерер со счётом 6-4, 6-3.
- Джокович выигрывает 5-й титул в сезоне и 53-й за карьеру в основном туре ассоциации.
- Федерер уступает 2-й финал в сезоне и 44-й за карьеру в основном туре ассоциации.

### Женщины. Одиночный турнир
Мария Шарапова обыграла  Карлу Суарес Наварро со счётом 4-6, 7-5, 6-1.
- Шарапова выигрывает 2-й титул в сезоне и 35-й за карьеру в туре ассоциации.
- Суарес Наварро уступает 3-й финал в сезоне и 8-й за карьеру в туре ассоциации.

### Мужчины. Парный турнир
Пабло Куэвас /  Давид Марреро обыграли  Марселя Гранольерса /  Марка Лопеса со счётом 6-4, 7-5.
- Куэвас выигрывает 1-й титул в сезоне и 5-й за карьеру в основном туре ассоциации.
- Марреро выигрывает 1-й титул в сезоне и 11-й за карьеру в основном туре ассоциации.

### Женщины. Парный турнир
Тимея Бабош /  Кристина Младенович обыграли  Мартину Хингис /  Саню Мирзу со счётом 6-4, 6-3.
- Бабош выигрывает 3-й титул в сезоне и 10-й за карьеру в туре ассоциации.
- Младенович выигрывает 3-й титул в сезоне и 12-й за карьеру в туре ассоциации.